# Le Bal
Le Bal è un film del 1931 diretto da Wilhelm Thiele.
Il soggetto è basato sul racconto Il ballo di Irène Némirovsky.